# Heliconius biedermanni
Heliconius biedermanni är en fjärilsart som beskrevs av Friedrich Wilhelm Niepelt 1926. Heliconius biedermanni ingår i släktet Heliconius och familjen praktfjärilar. Inga underarter finns listade i Catalogue of Life.